# Генуэзский диалект лигурского языка
Генуэ́зский диале́кт лигу́рского языка́ (Zeneize) — наиболее важный[уточнить] диалект лигурского языка. Употребляется в Генуе в Лигурии.
В своих отличиях от итальянского генуэзский похож на французский язык[прояснить].
Генуэзский диалект, в отличие от многих других диалектов романских языков, далеко не вымирающий[уточнить]. Хотя у него те же проблемы, что и у других диалектов — подавляющее большинство его носителей — пожилые люди, однако этот диалект распространён и среди молодёжи. Также существует несколько сообществ, поддерживающих язык живым: «O Castello» в Киавари и «A Compagna» в Генуе.
Литература на генуэзском диалекте существует с XII века, однако правописание не было отрегулировано. В 2008 году лингвистическая академия Бренно создала официальную орфографию генуэзского языка, она основана на речи жителей округа Портория.

## Фонология
Генуэзская фонология имеет ряд сходств с французской. Одним из таких является наличие сильно назализованных гласных перед носовыми согласными. Это также происходит, когда носители генуэзского языка говорят на итальянском. Кроме того, с XVIII века в генуэзском языке использовался альвеолярный аппроксимант /ɹ/ в противопоставление альвеолярному дрожащему /r/: caro [ˈkaːɹu] «дорогой» и carro [ˈkaːru] «телега». Сейчас это явление в городах вышло из употребления, но ещё используется в некоторых сельских областях Лигурии таких как Калиццано и Сасселло. Наиболее распространённым типом /r/ сегодня является альвеолярный одноударный согласный. Также существует несколько локальных акцентов.